# Yuengling
D. G. Yuengling & Son è un'azienda statunitense produttrice di birra con sede a Pottsville in Pennsylvania. È stata fondata nel 1829 da David Yuengling ed è la più antica azienda produttrice di birra in attività in America. 
Nel 2018, per volume di vendite, è stato il più grande birrificio artigianale, il sesto birrificio in assoluto e il più grande birrificio di proprietà interamente statunitense degli Stati Uniti. Nel 2015, Yuengling ha prodotto circa 2,9 milioni di barili, gestendo due impianti in Pennsylvania e un birrificio a Tampa, in Florida.

## Storia

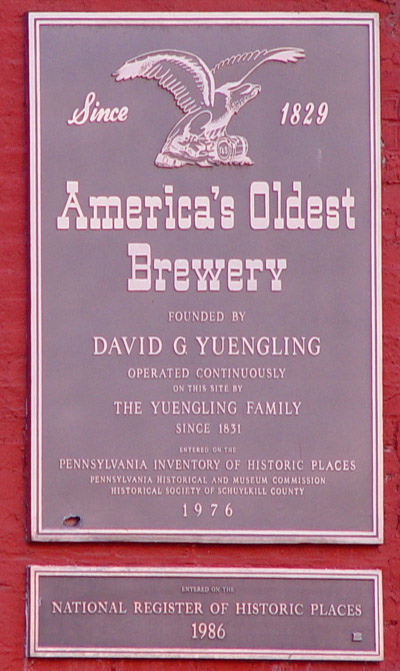
Placca all'esterno dello stabilimento Yuengling di Pottsville.

Il birraio tedesco David Gottlieb Jüngling emigrò negli Stati Uniti nel 1828. Egli anglicizzò il suo cognome da Jüngling a Yuengling e avviò la "Eagle Brewery" in Centre Street a Pottsville nel 1829. Suo figlio maggiore David Jr. lasciò la Eagle Brewery per fondare la James River Steam Brewery lungo il fiume James a Richmond, in Virginia. Il primo birrificio bruciò in un incendio nel 1831 e l'azienda si trasferì in W. Mahantongo Street, la sua sede attuale. Il birrificio Eagle cambiò nome in "D. G. Yuengling and Son" nel 1873, dopo che Frederick Yuengling si unì al padre David nella gestione dell'azienda. Alla fine del XIX secolo furono aperti birrifici anche a New York City, e a Trail, in Canada, che successivamente vennero fusi con lo stabilimento di Pottsville.
Frank D. Yuengling iniziò a dirigere l'azienda nel 1899, dopo la morte del padre Frederick. Durante l'epoca del proibizionismo, Yuengling sopravvisse producendo bevande con un contenuto alcolico dello 0,5%. L'azienda gestiva anche un caseificio che produceva gelati e aprì sale da ballo a Philadelphia, Baltimora e New York City. Nel 1933, quando il proibizionismo fu abrogato, Yuengling introdusse la sua simbolica Winner Beer, che celebrava l'abrogazione del proibizionismo, e il birrificio inviò un camion carico della sua popolare birra alla Casa Bianca per mostrare il proprio apprezzamento al presidente Roosevelt. Richard L. Yuengling Sr. e F. Dohrman Yuengling succedettero a Frank Yuengling dopo la morte del padre, nel 1963.
Yuengling ha registrato un aumento delle vendite dopo il rinnovato interesse per la storia dovuto al Bicentenario degli Stati Uniti nel 1976. Yuengling acquistò i diritti d'uso del nome e dell'etichetta Mount Carbon quando quest'ultima cessò l'attività nel 1977.
In seguito, nel 1985, il caseificio di Yuengling chiuse. Nello stesso anno, la presidenza passò a Richard "Dick" Yuengling Jr., quinta generazione della famiglia Yuengling nel settore della produzione di birra, e il birrificio di Pottsville venne inserito nel National Register of Historic Places come il più antico negli Stati Uniti.
Nel 1987, il birrificio reintrodusse una birra lager ambrata che non produceva da decenni, per approfittare di un picco di popolarità delle birre più pesanti. Da quel momento, la lager di Yuengling è diventata il suo marchio di punta, rappresentando l'80% della produzione e gran parte della sua rapida crescita. Nel 1990, il birrificio ha venduto 138.000 barili. All'epoca, Yuengling era inoltre il più grande produttore di birra porter degli Stati Uniti.
All'inizio degli anni Novanta, la domanda in Pennsylvania, New Jersey e Delaware superò le capacità del birrificio esistente. Nel 1999, l'azienda ha aumentato la propria capacità produttiva acquistando uno stabilimento della Stroh Brewery Company a Tampa, in Florida, e assumendo gli ex dipendenti della Stroh. L'anno seguente, l'azienda costruì un terzo birrificio in Pennsylvania, a Port Carbon, nella contea di Schuylkill, vicino a Pottsville. Con la produzione negli stabilimenti di Port Carbon, Tampa e Pottsville, l'azienda si è espansa in tutta la costa orientale degli Stati Uniti.
Il 26 ottobre 2013, scoppiò un incendio nello stabilimento di Tampa, di cui l'entità dei danni è sconosciuta.
Nel febbraio 2014, il gelato Yuengling è tornato sul mercato dopo quasi 30 anni di assenza. Pur essendo gestito dalla famiglia Yuengling, è gestito da David Yuengling, cugino di Dick Yuengling e discendente diretto di David Gottlieb Jüngling. Legalmente è una società separata dal birrificio, come accadeva dal 1935.
Nell'ottobre 2016, Dick Yuengling ha lanciato degli appelli al boicottaggio della Yuengling dopo che il proprietario della stessa aveva appoggiato la candidatura di Donald Trump alla presidenza.
Nell'ottobre 2019, Yuengling ha collaborato con Hershey's per produrre una birra in collaborazione. Si tratta della prima birra collaborativa di Yuengling nei suoi 190 anni di storia.

## Sponsorizzazioni

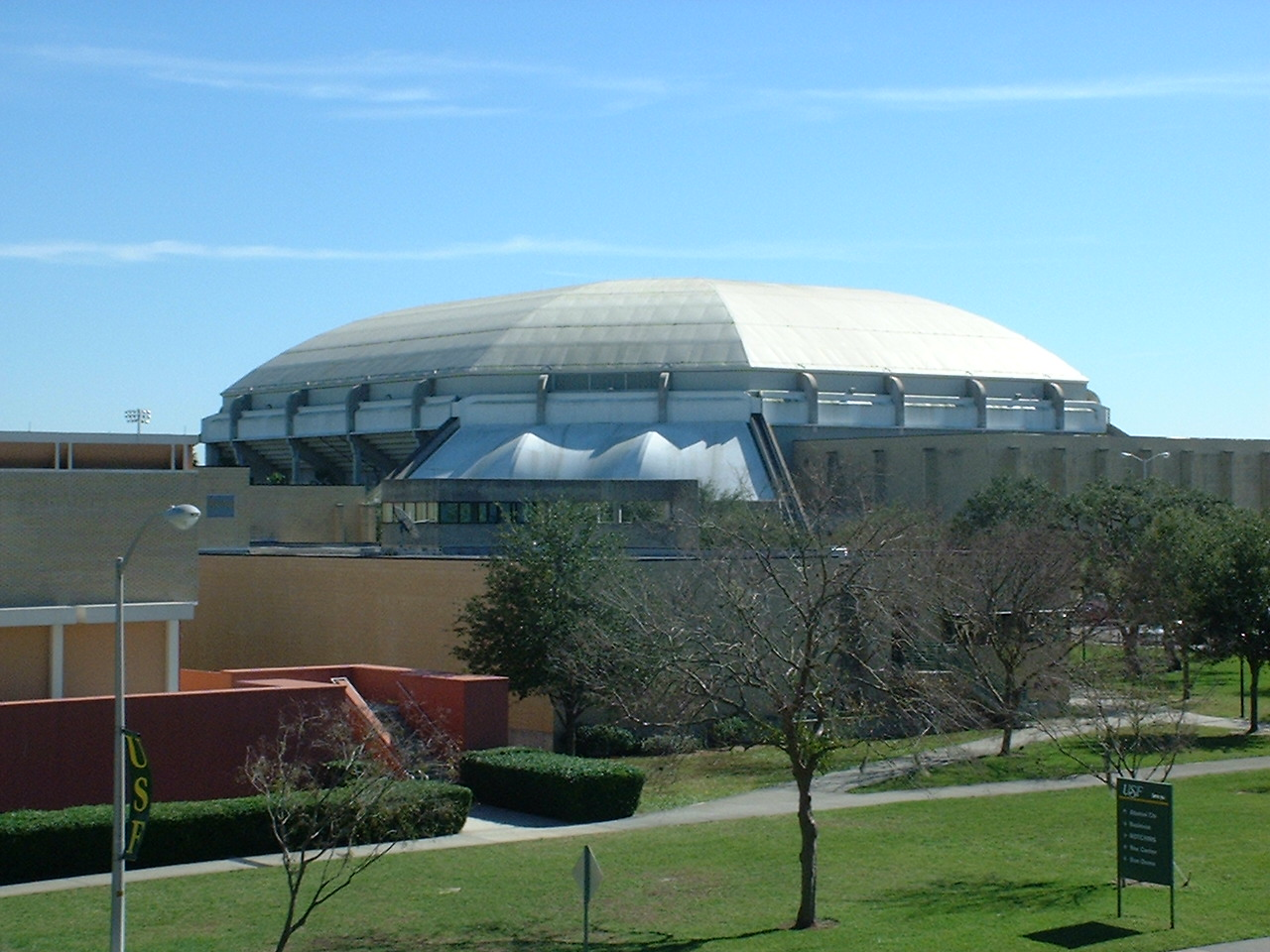
Yuengling Center visto dall'esterno.

Il 12 giugno 2018, Yuengling e l'Università della Florida Meridionale hanno annunciato un accordo di denominazione di 10 anni per cui l'USF Sun Dome dal 1º luglio dello stesso anno viene chiamato Yuengling Center.